# Bom Retiro do Sul
Bom Retiro do Sul is een gemeente in de Braziliaanse deelstaat Rio Grande do Sul. De gemeente telt 11.623 inwoners (schatting 2009).